# Pheidole littoralis
Pheidole littoralis är en myrart som beskrevs av Arthur C. Cole 1952.
Pheidole littoralis ingår i släktet Pheidole och familjen myror. Inga underarter finns listade i Catalogue of Life.

## Bildgalleri

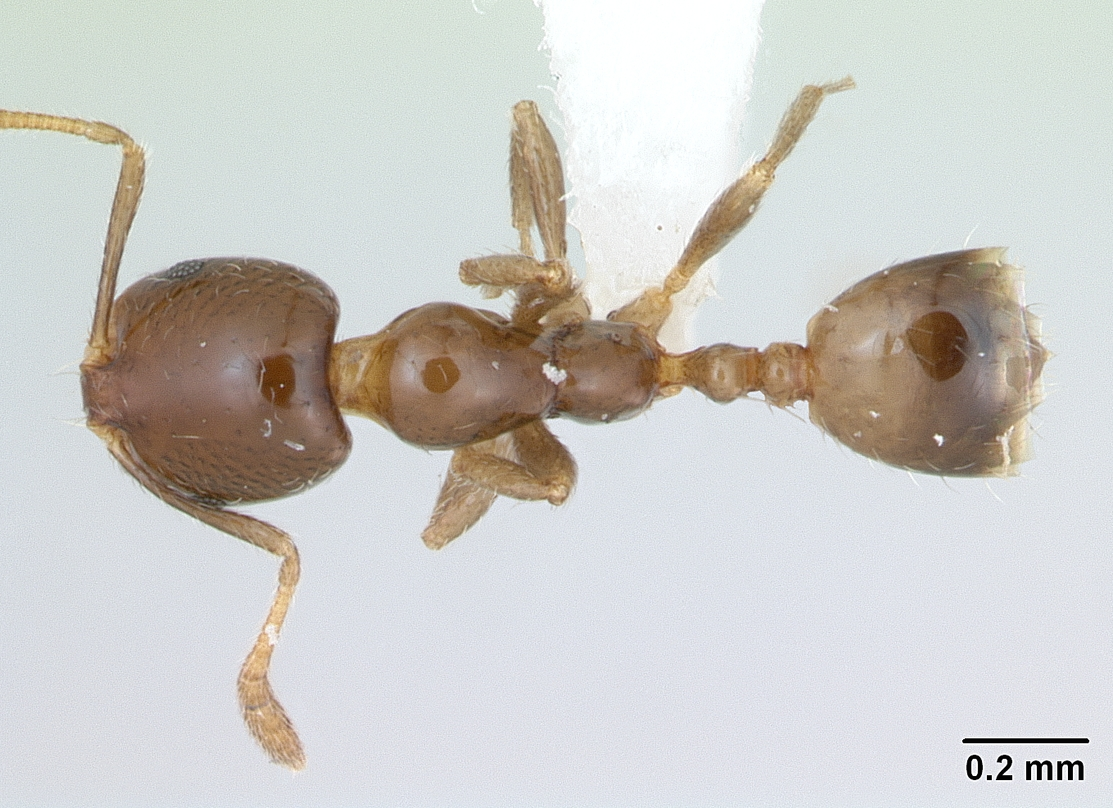
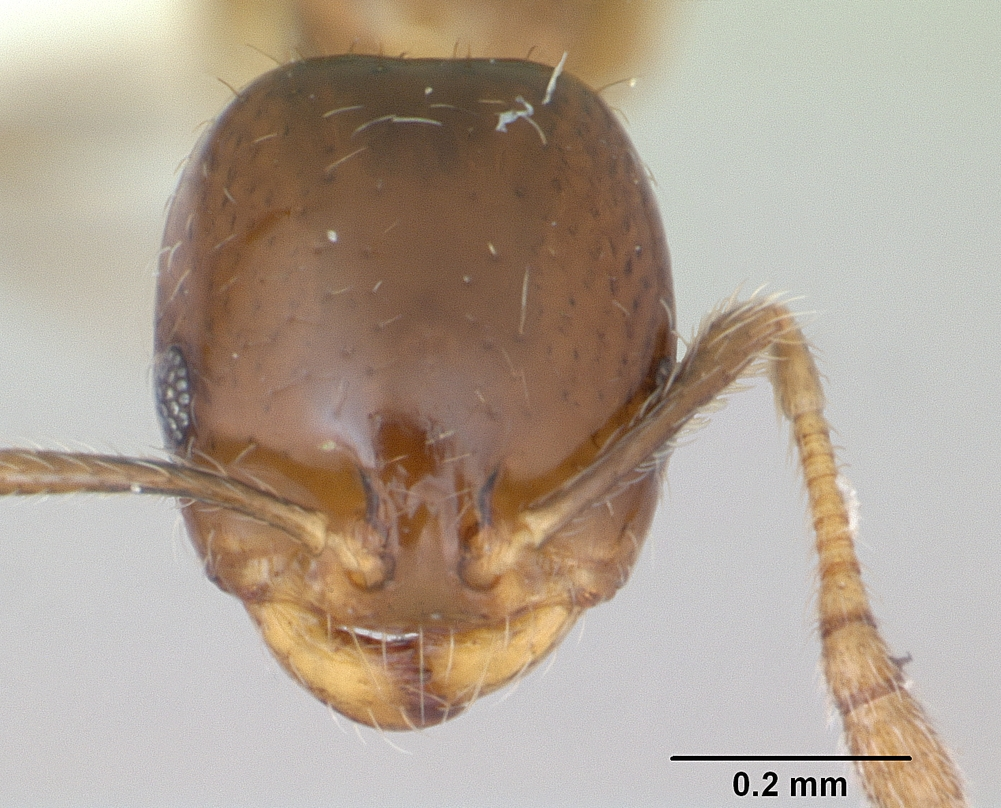
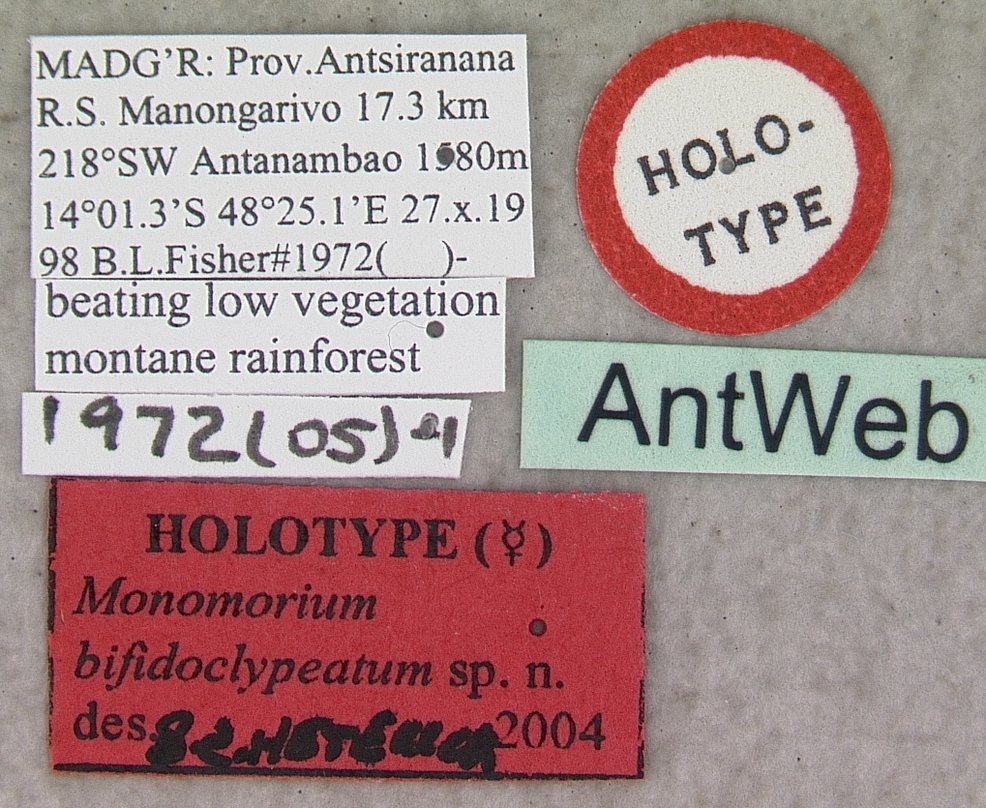
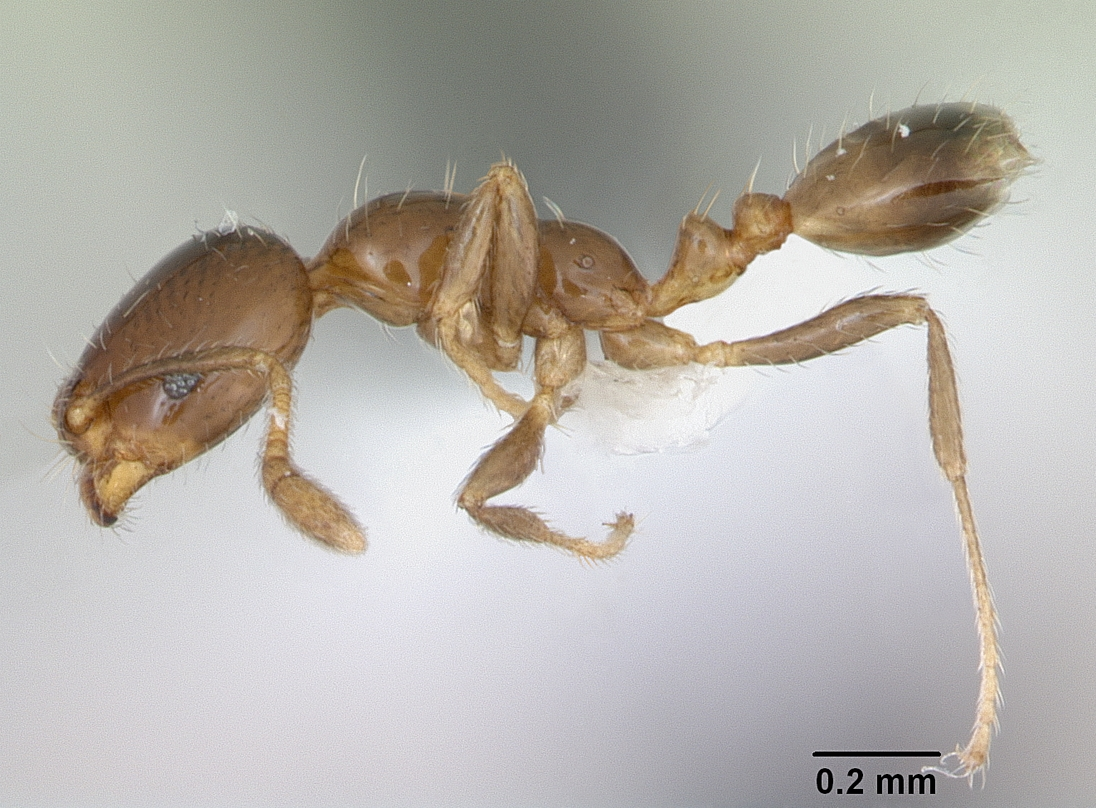
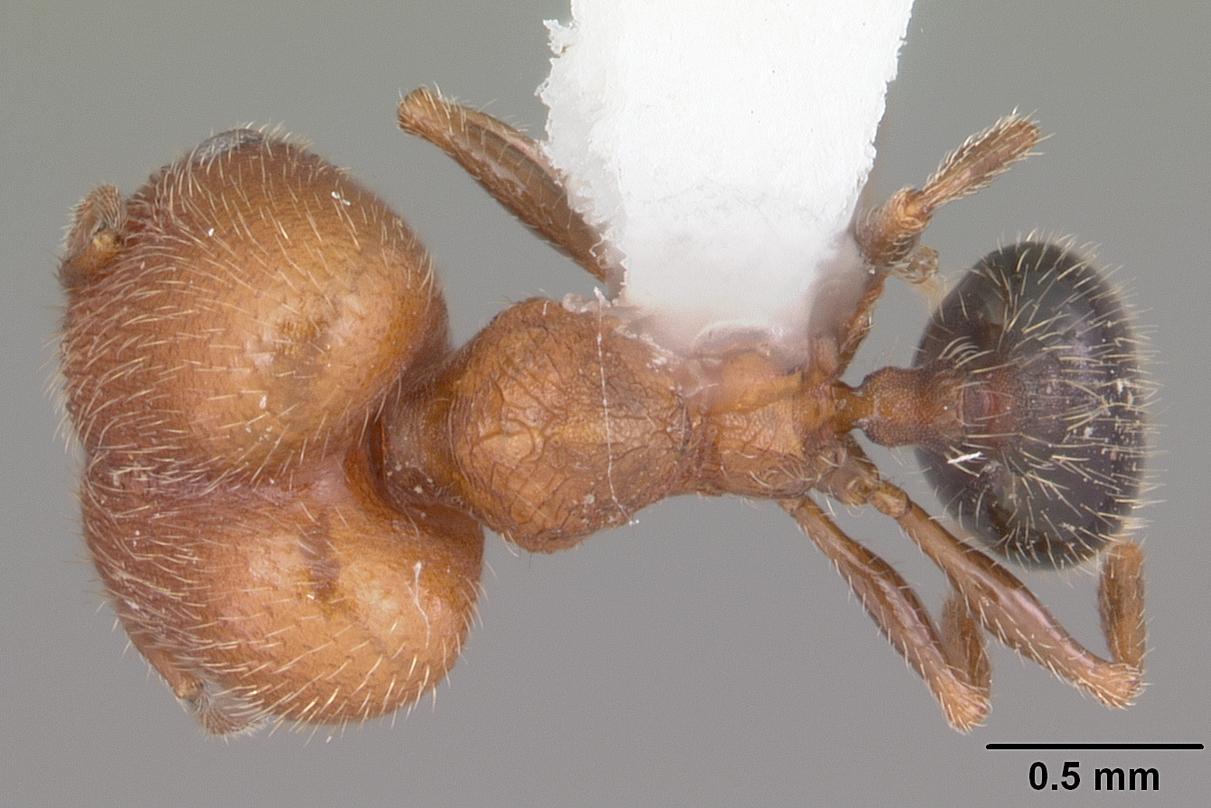
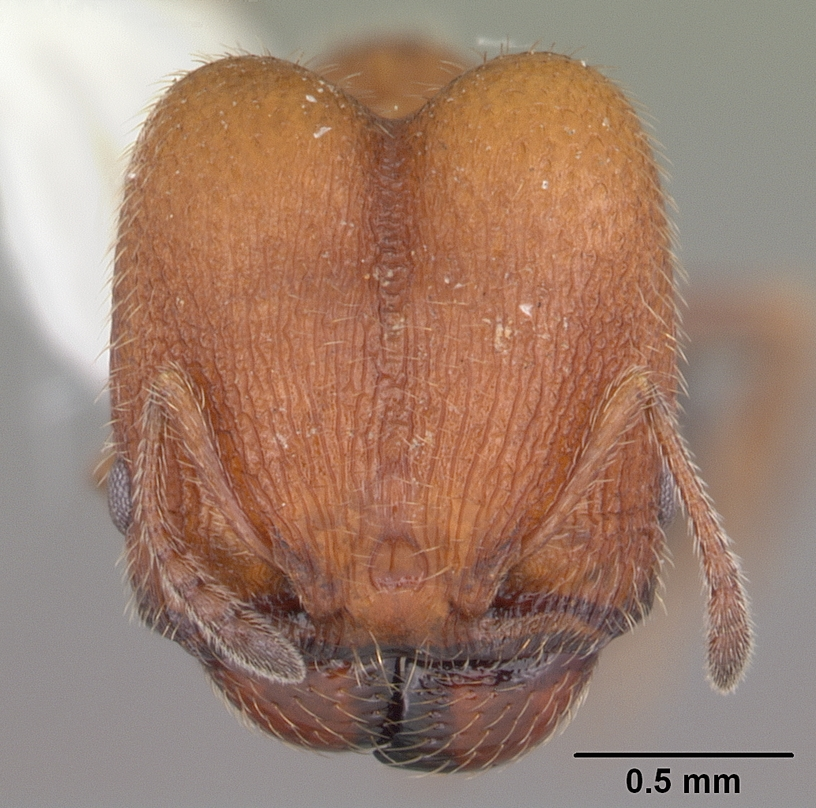